# Districtul Chetouane
Chetouane este un district din provincia Tlemcen, Algeria.